# Дубовка (Уфа)
Дубовка — упразднённая в 1932 году деревня, вошедшая в состав города Уфы. На год упразднения входила в состав Сипайловского сельсовета Уфимского района.

## География
Стояла по берегам реки Сутолоки.

## Топоним
В 1896 году учтена под названиями Дубовка и Новое Глумилино.
На карте Уфимского уезда Уфимской губернии 1901 года (Издание Уфимской губернской земской управы 1901 года. Паровая типо-литография Ив. П. Зайкова в Уфе. Масштаб в английском дюйме 10 верст) обозначена как Новое Глумилино.

## История
Основана в конце XIX века переселенцами из Вятской губернии на купленных у помещика Я. П. Барсова землях, при роднике возле деревни Глумилино Богородской волости Уфимского уезда.
20 марта 1932 года селения Дубовка и Глумилино Сипайловского сельсовета Уфимского района включены в городскую черту города Уфы (Постановление ВЦИК от 20.02.1932 «Об изменениях в административно-территориальном делении Башкирской АССР»).

## Население
В 1896 году в 26 дворах проживало 172 человека, в 1906 — 205, 1920 — 560 жителей.

## Инфраструктура
Основа экономики — сельское хозяйство. Занимались овощеводством. В 1906 зафиксировано 3 бакалейные лавки.